# Jan Sokol (Radsportler)
Jan Sokol (* 26. September 1990 in Wien) ist ein ehemaliger österreichischer Straßenradrennfahrer.

## Sportlicher Werdegang
Jan Sokol wurde 2005 österreichischer Meister im Straßenrennen der Jugendklasse. Im nächsten Jahr gewann er bei der ASVÖ-Radjugendtour zwei Etappen und konnte so auch die Gesamtwertung für sich entscheiden. In der Juniorenklasse gewann er 2008 eine Etappe beim Giro del Friuli Occidentale. Seit 2010 fährt Sokol für das österreichische Continental Team RC ARBÖ Gourmetfein Wels. In seinem zweiten Jahr dort war er zusammen mit dem Team beim Mannschaftszeitfahren der Sibiu Cycling Tour erfolgreich. In der Saison 2013 stand er als Zweiter beim Miskolc Grand Prix, bei Belgrad-Banja Luka und auf der ersten Etappe der Tour de Bretagne Cycliste kurz vor seinem ersten Sieg.
Zur Saison 2014 wechselte Sokol in das Synergy Baku Cycling Project. Bei der kleinen irischen Rundfahrt An Post Rás gewann er die dritte Etappe, gleichbedeutend mit dem einzigen Sieg im Verlauf seiner Karriere. In der Folgesaison wurde er Mitglied im Team WSA-Greenlife. In den zwei Jahren im Team gelangen ihm jedoch keine nennenswerten Erfolge mehr. 
Nach der Saison 2016 beendete Sokol im Alter von 28 Jahren seine Karriere als Radrennfahrer.

## Erfolge
2011
- Mannschaftszeitfahren Sibiu Cycling Tour

2014
- eine Etappe An Post Rás